# Feride Çetin
Feride Çetin (Istanbul, 5 novembre 1980) è un'attrice turca.

## Biografia
Nata nel 1980 a Istanbul (Turchia), Feride Çetin è figlia di una famiglia di immigrati bulgari. Nel 2001, dopo essersi laureata presso la facoltà di comunicazione del dipartimento di radio TV e cinema dell'Università di Istanbul, ha completato il suo master in cinema e TV presso l'Università di Marmara, dove ha continuato la sua formazione post-laurea come studentessa di dottorato.
Dopo essersi interessata alla recitazione, ha superato le audizioni del laboratorio di teatro sperimentale aperto, dove ha preso lezioni per circa un anno. Successivamente è stata scoperta dal regista Kutluğ Ataman, che le ha offerto un ruolo principale nel film İki Genç Kız. Nel 2006 le è stato assegnato il premio come Miglior attrice all'Altın Koza Film Festival per la sua interpretazione in quest'ultimo film. Nello stesso anno, ha ricevuto il premio come Attrice più promettente all'Ankara International Film Festival e ai Sadri Alışık Cinema Awards, oltre ad una candidatura ricevuta nel 2005 come Miglior attrice ai Turkish Film Critics Association (SIYAD) Awards.
Oltre alla recitazione ha avuto esperienza anche nella traduzione, nell'editoria di riviste e nel giornalismo. Oltre al turco, parla fluentemente inglese, tedesco e spagnolo.

## Vita privata
Dal 2019 al 2021 è stata sposata con il critico cinematografico Murat Özer, dal quale ha avuto una figlia. Nel marzo 2022 l'ex marito è deceduto a causa di un tumore al cervello.

## Filmografia

### Cinema
- İki Genç Kız, regia di Kutluğ Ataman (2005)
- Gomeda, regia di Tan Tolga Demirci (2007)
- Ulak, regia di Çağan Irmak (2008)
- Güzel Günler Göreceğiz, regia di Hasan Tolga Pulat (2012)
- Aziz Ayşe, regia di Elfe Uluc (2012)
- Lal, regia di Semir Aslanyürek (2013)
- Taş Mektep, regia di Altan Dönmez (2013)
- Put Şeylere, regia di Onur Ünlü (2017)
- Güven, regia di Sefa Öztürk Çolak (2018)
- Bebek Geliyorum Demez, regia di Hakan Cigaoğlu (2018)
- Manyak, regia di Onur Ünlü (2019)
- Sesinde Aşk Var, regia di Osman Taşcı (2019)
- Murat Göğebakan: Kalbim Yaralı, regia di Ali Akyildiz (2023)
- Cinlerin Düğünü, regia di Ferit Karahan (2025)

### Televisione
- Rüya Gibi – serie TV, 3 episodi (2006)
- İstiklal: Şahin Bey, regia di Cem Akyoldas – film TV (2007)
- Hatırla Sevgili – serie TV, 48 episodi (2007-2008)
- Son Ağa – serie TV, 10 episodi (2008)
- Bu Kalp Seni Unutur mu? – serie TV (2009)
- Yalancısın Sen – serie TV (2009)
- Aşk ve Ceza – serie TV, 62 episodi (2010-2011)
- Anneler ile Kızları – serie TV (2011)
- Eve Dönüş – serie TV, 22 episodi (2015-2016)
- Aşk Laftan Anlamaz – serie TV, 1 episodio (2017)
- Hercai - Amore e vendetta (Hercai) – serie TV, 57 episodi (2019-2021)
- Duy Beni – serie TV, 20 episodi (2022)
- Taçsız Prenses – serie TV, 13 episodi (2023)
- Dilek Taşı – serie TV, 4 episodi (2024)

### Cortometraggi
- Deli Orman
- Kule
- Mesafe
- Kayıp
- Alman Çikolatası
- Kaybolan Renkler
- 4 Tanık
- Sendika Geleceğindir-Petrol İş
- Bildiğim Birkaç Nota (2011)
- Uç Uç Böceği Beni Babama Götür (2016)
- Sabırsızlık Zamanı (2021)

## Teatro
- Yalan İçinde Yalan di Clive Exton (2011)
- III. Richard di William Shakespeare, presso il teatro Altıdan Sonra Kumbaracı50 (2017)

## Doppiatrici italiane
Nelle versioni in italiano dei suoi film e delle sue serie TV, Feride Çetin è stata doppiata da:
- Anna Cugini[17] in Hercai - Amore e vendetta[18]

## Riconoscimenti
- Ankara International Film Festival
  - 2006: Vincitrice come Attrice più promettente per il film İki Genç Kız[19]
- Altın Koza Film Festival
  - 2006: Vincitrice come come Miglior attrice per il film İki Genç Kız[20]
- Sadri Alisik Theatre and Cinema Awards
  - 2006: Vincitrice come Attrice promettente per il film İki Genç Kız[21]
- Turkish Film Critics Association (SIYAD) Awards
  - 2005: Candidata come Miglior attrice per il film İki Genç Kız